# Édouard Pignon

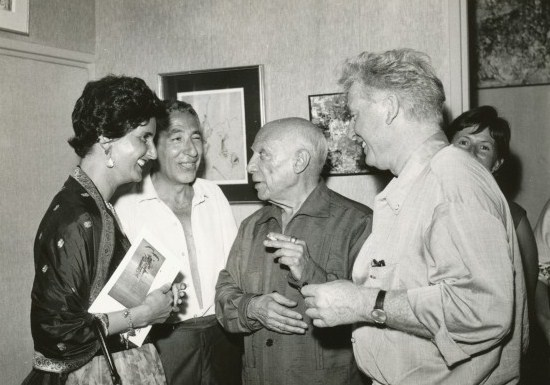
Picasso vid invigningen av Soshanautställningen 1962 med konstnären André Verdet och Édouard Pignon (till höger) på Château Grimaldi, från 1966 platsen för Musée Picasso d'Antibes.

Édouard Pignon, född den 12 februari 1905 i Bully-les-Mines vid Arras, Pas-de-Calais, död den 14 maj 1993 i La Couture-Boussey, var en fransk målare.

## Biografi
Pignon tillbringade sin barndom och ungdom i Marles-les-Mines fram till 1927. Hans grundutbildning och yrkesverksamhet var gruvarbetarens. Pignon fick sin konstnärliga utbildning genom kvällskurser. Han var medlem av Association des Écrivains et Artistes Révolutionnaires (AEAR). 
Målaren Pignons målningar är under starkt inflytande av Pablo Picassos konstnärliga arbete . Samtidigt tillhör hans visuella språk expressionismens tradition. I hans halvabstrakta målningar dominerade länge ett socialt patos, besläktat med Picassos Guernica. Motivkretsen vidgades senare till landskap, träd, tuppfäktningar med mera. Pignon är representerad vid bland annat Göteborgs konstmuseum.
Sin ateljé hade Pignon under många år i Paris.

## Viktiga utställningar
- 1932 Salon des Independants, Paris
- 1933 Galerie Billiet, Paris
- 1937 Salon du Temps Present, Galerie Durand Ruel
- 1946 separatutställning i Bryssel
- 1946 XXIV. Venedigbiennalen
- 1949 separatutställning i Paris
- 1955 deltagare i documenta 1 i Kassel
- 1958 Venedigbiennalen, franska paviljongen
- 1959 Deltagare i Documenta II i Kassel
- 1960 Metz Museum
- 1961 separatutställningar i New York, Amsterdam, Museo di Lucerna, Musée d'Art Moderne i Paris
- 1964 Deltagare i Documenta III i Kassel
- 1970 Galleria del Milione, Milano
- 1972 Galleria del Girasole, Udine; Galleria Ravagnan, Venedig; Galleria Antenore, Padua; Galleria Torbandena, Trieste
- 1973 "Les Nus rouges et après", Musée d'Art Moderne, Paris
- 1973 Bukarest (vandringsutställning)
- 1984 'Le Rendez-Vous d'Antibes ", Picasso-museet, Antibes